# Héctor Moreno
Héctor Alfredo Moreno Herrera (Culiacán, Sinaloa, 17 de enero de 1988) es un futbolista mexicano con nacionalidad española, juega de defensa central y su actual equipo es el Club de Fútbol Monterrey de la Primera División de México. Es jugador internacional habitual con la selección de México.

## Trayectoria

### Inicios
Entra en el primer equipo del Club Universidad Nacional después de ganar la Copa Mundial de Fútbol Sub-17 de 2005 de la FIFA y de desempeñar un papel dominante en la defensa con el equipo mexicano. Durante el primer juego del equipo nacional mexicano contra la Selección de fútbol de Gambia en la Copa Mundial de Fútbol Sub-20 de 2007, jugó como mediocampista defensivo y anotó el segundo gol para su equipo durante la segunda mitad. México ganó el partido 3-0. A finales del año 2007, después de varias pláticas, es contratado por el AZ Alkmaar. En octubre de 2011 ficha por el RCD Espanyol.
Su gran actuación en la Copa Mundial de Fútbol de 2014 hizo que equipos como FC Barcelona, Manchester United, Tottenham Hotspur, Inter de Milán y AC Milan buscaran sus servicios, pero Moreno sufrió una lesión en el partido contra Países Bajos salvando a su equipo en un mano a mano contra Robin van Persie y Arjen Robben, haciendo que quedara fuera de las canchas 6 meses y las negociaciones se detuvieran.

### Club Universidad Nacional
Héctor Moreno hizo su debut con el Club Universidad Nacional el 22 de enero de 2006. Se incorporó a la cantera de la UNAM en 2003 a la edad de 15 años, tuvo oportunidad en el  primer equipo después de ganar el Campeonato Mundial sub-17 de la FIFA con México en 2005. Moreno aseguró rápidamente su posición como titular regular.

### AZ Alkmaar
El 13 de diciembre de 2007 se anunció que Moreno fue transferido al club neerlandés AZ Alkmaar, y firmó un contrato por 4 años y medio.
En solo 8 partidos con el club neerlandés, ya había marcado su primer gol. En abril de 2009 fue coronado, junto con su equipo, como campeón de la Eredivisie.
Ese mismo año, también ganó la Supercopa de los Países Bajos con el AZ. También firmó una extensión de contrato en la misma época que lo mantendría con el club hasta 2014.
El 7 de febrero de 2010 Moreno le dio al AZ una victoria por 2-1 al anotar un gol en el minuto 87.
Moreno marcó su tercer gol de la temporada en la victoria por 6-2 para el AZ Alkmaar, el 13 de marzo de 2010. Él anotaría su cuarto gol de la temporada en la victoria por 3-0 del AZ el 18 de abril de 2010.

### Espanyol
El 22 de junio de 2011 se anunció que Moreno transferiría al R. C. D. Espanyol en un contrato de cinco años.
El 28 de agosto de 2011 Moreno hizo su debut ante el RCD Mallorca. El 26 de septiembre marcó su primer gol en la derrota 1-3 ante el Levante UD. El 3 de diciembre anotaría su segundo gol en la liga en una victoria ante el Valencia CF. Moreno anotó su tercer gol en una victoria por 3-1 en casa contra el Rancing de Santander.
El 4 de octubre de 2012 Moreno fue nombrado Jugador del año de la temporada 2011/12, su primera temporada del RCD Espanyol, jugando 35 partidos de liga, un total de 3.295 minutos jugados y anotando tres goles con una asistencia.
Su destacada progresión continúo durante las dos siguientes temporadas, donde el mexicano ha sido titular indiscutible en el centro de la zaga junto al argentino Diego Colotto, en el equipo dirigido por su compatriota Javier Aguirre.
Tras finalizar la temporada 2013/14 y tras la salida de Aguirre del club perico, el conjunto tenía en mente la venta del mexicano debido a su alta ficha y a los problemas económicos del RCD Espanyol, pero debido a su grave lesión en la Copa Mundial de Fútbol 2014 en Brasil no pudo ejercerse su venta, por lo que continuó un año más con los espanyolistas.

### PSV Eindhoven
El 15 de agosto de 2015 se anunció que Moreno firmó un contrato por cuatro temporadas con el PSV Eindhoven de la Eredivisie de Países Bajos.
El 12 de septiembre de 2015 Moreno debutó con el PSV Eindhoven jugando los 90' en la victoria 6-0 ante el Cambuur.
El 15 de septiembre de 2015 Moreno marcó su primer gol con el PSV Eindhoven en el minuto 45 en la Liga de Campeones de la UEFA en la victoria 2-1 jugando los 90' minutos ante el Manchester United.

### Roma
El 13 de junio de 2017, la Roma anuncia el fichaje del defensa central, tras dos años exitosos en el PSV.
Debutó con el conjunto romano el 16 de septiembre de 2017 reemplazando en el minuto 73 a Kostas Manolas en una victoria por 3-0 ante el Hellas Verona.

### Real Sociedad
El 31 de enero de 2018, la Real Sociedad anuncia el fichaje del defensa central, tras abonar 6 millones de euros a la Roma por el traspaso. El 15 de febrero jugó su primer partido en el equipo realista en la ida de los dieciseisavos de final de la Europa League en un empate a 2 ante el Red Bull Salzburgo. El 1 de marzo debutó en la Liga Santander con los vascos, en un empate a 0 ante el Real Betis, y tres días después anotó su primer gol con la camiseta txuri-urdin en una victoria por 2-1 ante el Deportivo Alavés.

### Al-Gharafa
El 29 de julio de 2019, la Real Sociedad hizo oficial que había llegado a un acuerdo con el Al-Gharafa Sports Club catarí para su traspaso.

### Monterrey
El 7 de junio de 2021, mediante redes sociales, el Club de Futbol Monterrey anunciaba la repatriación del defensor culiacanense.

## Selección nacional

### Copa Mundial de Fútbol Sub-17 de 2005
Se coronó campeón del mundo con la selección en el 2005 de la Copa Mundial de Fútbol Sub-17 de 2005 celebrada en Perú, jugó en la posición de defensa central. Tuvo una participación destacada.
Debutó en el torneo el 16 de septiembre de 2005. En el partido contra Países Bajos en semifinales del torneo hizo una anotación en el minuto 50. Fue uno de los mejores defensas que se distinguieron durante el torneo.

### Copa Mundial de Fútbol Sub-20 de 2007
Debutó con la selección Sub-20 el 21 de febrero de 2007 contra San Cristóbal y Nieves, ganando 2-0 con goles de sus compañeros del mundial Sub-17 Giovanni dos Santos y César Villaluz. Luego, participó en los juegos del 23 y el 25 de ese mes contra Jamaica (2:0) y Costa Rica (1:1). Finalmente, México clasificó para la Copa Mundial de Fútbol Sub-20 de 2007 siendo los primeros en su grupo por mayor cantidad de goles.
La selección de fútbol de México tuvo una destacada participación en la Copa Mundial Sub-20 que se realizó en Canadá, entre el 30 de junio y el 22 de julio de 2007. Ya en cuartos de final, la selección mexicana fue eliminada por la selección argentina, que anotó por medio de Maximiliano Moralez; el partido terminó finalmente 1 por 0. En julio de 2007 marcó su primer gol en el torneo mundial ante la selección de Gambia en el minuto 67.

### Selección absoluta
Moreno hizo su debut con México el 17 de octubre de 2007 en un partido amistoso contra Guatemala.
Aunque siempre fue considerado para las convocatorias, Héctor Moreno nunca tuvo oportunidad de jugar con el tricolor, principalmente por la lucha con compañeros que han tenido mayor actividad en minutos jugados. Él figuró en las listas de Sven-Göran Eriksson, pero la alta competencia en la posición de defensa central lo mandó a la banca, aunado a una lesión que lo marginó de jugar con México en la fase final del cuadrangular de Concacaf en el 2008. Tras su recuperación, Moreno volvió a aparecer dentro de la Selección Mexicana, ahora bajo el mando de Javier Aguirre, quien le dio la oportunidad de debutar en el último encuentro del hexagonal final contra Trinidad y Tobago en Puerto España, obteniendo así su primer partido como titular con la verde.
El 8 de mayo de 2014, Moreno fue incluido por el entrenador Miguel Herrera en la lista final de 23 jugadores que representaron a México en la Copa Mundial de Fútbol de 2014.
Fue convocado para jugar la Copa Mundial de Fútbol de 2018 disputada en Rusia, que sería su tercer Mundial. Fue uno de los centrales titulares, y México fue nuevamente eliminada en los octavos de final.

#### Goles internacionales
| Gol | Fecha                   | Sede                                         | Oponente    | Marcador | Resultado | Competición                |
| --- | ----------------------- | -------------------------------------------- | ----------- | -------- | --------- | -------------------------- |
| 1.  | 12 de junio de 2012     | Estadio Cuscatlán, San Salvador, El Salvador | El Salvador | 2–0      | 2–1       | Eliminatoria Concacaf 2014 |
| 2.  | 2 de septiembre de 2016 | Estadio Cuscatlán, San Salvador, El Salvador | El Salvador | 1–1      | 3–1       | Eliminatoria Concacaf 2018 |
| 3.  | 18 de junio de 2017     | Kazán Arena, Kazán, Rusia                    | Portugal    | 2–2      | 2–2       | Copa Confederaciones 2017  |
| 4.  | 22 de marzo de 2019     | Estadio Qualcomm, San Diego, Estados Unidos  | Chile       | 2–0      | 3–1       | Amistoso                   |
| 5.  | 13 de octubre de 2021   | Estadio Cuscatlán, San Salvador, El Salvador | El Salvador | 1–0      | 2--0      | Eliminatoria Concacaf 2022 |

### Participaciones en Copas del Mundo
| Mundial                        | Sede      | Resultado        |
| ------------------------------ | --------- | ---------------- |
| Copa Mundial de Fútbol de 2010 | Sudáfrica | Octavos de final |
| Copa Mundial de Fútbol de 2014 | Brasil    | Octavos de final |
| Copa Mundial de Fútbol de 2018 | Rusia     | Octavos de final |
| Copa Mundial de Fútbol de 2022 | Catar     | Primera Fase     |

| Fecha                   | Rival         | Sede           | Estadio                   | Resultado                  |
| ----------------------- | ------------- | -------------- | ------------------------- | -------------------------- |
| 17 de junio de 2010     | Francia       | Polokwane      | Estadio Peter Mokaba      | México 2 -0 Francia        |
| 22 de junio de 2010     | Uruguay       | Rustenburg     | Estadio Royal Bafokeng    | México 0 - 1 Uruguay       |
| 13 de junio de 2014     | Camerún       | Natal          | Estadio das Dunas         | México 1 - 0 Camerún       |
| 17 de junio de 2014     | Brasil        | Fortaleza      | Estadio Castelão          | México 0 - 0 Brasil        |
| 23 de junio de 2014     | Croacia       | Recife         | Arena Pernambuco          | México 3 - 1 Croacia       |
| 29 de junio de 2014     | Países Bajos  | Fortaleza      | Estadio Castelão          | México 1 - 2 Países Bajos  |
| 17 de junio de 2018     | Alemania      | Moscú          | Estadio Luzhnikí          | México 1 - 0 Alemania      |
| 23 de junio de 2018     | Corea del Sur | Rostov del Don | Estadio Rostov            | México 2 - 1 Corea del Sur |
| 27 de junio de 2018     | Suecia        | Ekaterimburgo  | Estadio Central           | México 0 - 3 Suecia        |
| 22 de noviembre de 2022 | Polonia       | Doha           | Estadio 974               | México 0 - 0 Polonia       |
| 26 de noviembre de 2022 | Argentina     | Lusail         | Estadio Icónico de Lusail | México 0 - 2 Argentina     |

### Participaciones en Copa FIFA Confederaciones
| Copa                           | Sede   | Resultado    |
| ------------------------------ | ------ | ------------ |
| Copa FIFA Confederaciones 2013 | Brasil | Primera fase |
| Copa FIFA Confederaciones 2017 | Rusia  | Cuarto lugar |

### Participaciones en Copa América
| Copa                    | Sede           | Resultado        |
| ----------------------- | -------------- | ---------------- |
| Copa América Centenario | Estados Unidos | Cuartos de final |

### Participaciones en Copa Oro
| Copa                            | Sede           | Resultado  |
| ------------------------------- | -------------- | ---------- |
| Copa de Oro de la Concacaf 2011 | Estados Unidos | Campeón    |
| Copa de Oro de la Concacaf 2019 | Estados Unidos | Campeón    |
| Copa de Oro de la Concacaf 2021 | Estados Unidos | Subcampeón |

## Clubes

### Estadísticas
| Club                         | Div           | Temporada     | Liga  | Liga  | Copas nacionales(1) | Copas nacionales(1) | Torneos internacionales(2) | Torneos internacionales(2) | Total | Total | Media goleadora |
| Club                         | Div           | Temporada     | Part. | Goles | Part.               | Goles               | Part.                      | Goles                      | Part. | Goles | Media goleadora |
| ---------------------------- | ------------- | ------------- | ----- | ----- | ------------------- | ------------------- | -------------------------- | -------------------------- | ----- | ----- | --------------- |
| Universidad Nacional México  |               |               |       |       |                     |                     |                            |                            |       |       |                 |
| 1ª                           | 2005–06       | 6             | 1     | -     | -                   | 4                   | 0                          | 10                         | 1     | 0,10  |                 |
| 1ª                           | 2006–07       | 16            | 0     | -     | -                   | -                   | -                          | 16                         | 0     | 0,00  |                 |
| 1ª                           | 2007–08       | 22            | 1     | -     | -                   | -                   | -                          | 22                         | 1     | 0,04  |                 |
| Total club                   | Total club    | 44            | 2     | 0     | 0                   | 4                   | 0                          | 48                         | 2     | 0,04  |                 |
| AZ Alkmaar · Países Bajos    |               |               |       |       |                     |                     |                            |                            |       |       |                 |
| 1.ª                          | 2007–08       | 8             | 1     | -     | -                   | -                   | -                          | 8                          | 1     | 0,12  |                 |
| 1.ª                          | 2008–09       | 15            | 0     | 1     | 1                   | -                   | -                          | 16                         | 1     | 0,06  |                 |
| 1.ª                          | 2009–10       | 30            | 4     | 1     | 0                   | 6                   | 0                          | 37                         | 4     | 0,10  |                 |
| 1.ª                          | 2010–11       | 27            | 1     | -     | -                   | 8                   | 0                          | 35                         | 1     | 0,02  |                 |
| Total club                   | Total club    | 80            | 6     | 2     | 1                   | 14                  | 0                          | 96                         | 7     | 0,07  |                 |
| R. C. D. Espanyol · España   |               |               |       |       |                     |                     |                            |                            |       |       |                 |
| 1.ª                          | 2011–12       | 35            | 3     | 4     | 0                   | -                   | -                          | 39                         | 3     | 0,07  |                 |
| 1.ª                          | 2012–13       | 32            | 2     | 1     | 0                   | -                   | -                          | 33                         | 2     | 0,06  |                 |
| 1.ª                          | 2013–14       | 32            | 1     | 5     | 0                   | -                   | -                          | 37                         | 1     | 0,02  |                 |
| 1.ª                          | 2014–15       | 19            | 1     | 10    | 0                   | -                   | -                          | 29                         | 1     | 0,03  |                 |
| Total club                   | Total club    | 118           | 7     | 20    | 0                   | 0                   | 0                          | 138                        | 7     | 0,05  |                 |
| PSV Eindhoven · Países Bajos |               |               |       |       |                     |                     |                            |                            |       |       |                 |
| 1.ª                          | 2015–16       | 29            | 4     | 2     | 1                   | 8                   | 1                          | 39                         | 6     | 0,26  |                 |
| 1.ª                          | 2016–17       | 32            | 7     | 1     | 0                   | 6                   | 0                          | 39                         | 7     | 0     |                 |
| Total club                   | Total club    | 61            | 11    | 3     | 1                   | 14                  | 1                          | 78                         | 13    | 0,26  |                 |
| A. S. Roma · Italia          |               |               |       |       |                     |                     |                            |                            |       |       |                 |
| 1.ª                          | 2017–18       | 5             | 0     | 1     | 0                   | 0                   | 0                          | 6                          | 0     | 0     |                 |
| Total club                   | Total club    | 5             | 0     | 1     | 0                   | 0                   | 0                          | 6                          | 0     | 0     |                 |
| Real Sociedad · España       |               |               |       |       |                     |                     |                            |                            |       |       |                 |
| 1.ª                          | 2017–18       | 8             | 1     | -     | -                   | 1                   | 0                          | 9                          | 1     | 0,11  |                 |
| 1.ª                          | 2018–19       | 25            | 1     | 4     | 0                   | -                   | -                          | 29                         | 1     | 0,04  |                 |
| Total club                   | Total club    | 33            | 2     | 4     | 0                   | 1                   | 0                          | 38                         | 2     | 0,06  |                 |
| Al-Gharafa S. C. Catar       |               |               |       |       |                     |                     |                            |                            |       |       |                 |
| 1.ª                          | 2019–20       | 21            | 1     | 0     | 0                   | 0                   | 0                          | 21                         | 1     | 0     |                 |
| 1.ª                          | 2020–21       | 13            | 0     | 0     | 0                   | 1                   | 0                          | 14                         | 0     | 0     |                 |
| Total club                   | Total club    | 34            | 1     | 0     | 0                   | 1                   | 0                          | 35                         | 1     | 0     |                 |
| C. F. Monterrey · México     |               |               |       |       |                     |                     |                            |                            |       |       |                 |
| 1.ª                          | 2021-22       | 23            | 0     | -     | -                   | 4                   | 0                          | 27                         | 0     | 0     |                 |
| 1.ª                          | 2022-23       | 36            | 1     | -     | -                   | -                   | -                          | 36                         | 1     | 0,06  |                 |
| 1.ª                          | 2023-24       | 23            | 0     | -     | -                   | 12                  | 1                          | 35                         | 1     | 0,03  |                 |
| 1.ª                          | 2024-25       | 8             | 0     | -     | -                   | 2                   | 0                          | 10                         | 0     | 0,00  |                 |
| Total club                   | Total club    | 90            | 1     | 0     | 0                   | 18                  | 1                          | 108                        | 2     | 0,02  |                 |
| Total carrera                | Total carrera | Total carrera | 447   | 30    | 30                  | 2                   | 51                         | 2                          | 528   | 34    | 0,07            |

## Palmarés

### Campeonatos nacionales
| Título                        | Club          | País         | Año  |
| ----------------------------- | ------------- | ------------ | ---- |
| Eredivisie                    | AZ Alkmaar    | Países Bajos | 2009 |
| Supercopa de los Países Bajos | AZ Alkmaar    | Países Bajos | 2009 |
| Eredivisie                    | PSV Eindhoven | Países Bajos | 2016 |
| Supercopa de los Países Bajos | PSV Eindhoven | Países Bajos | 2016 |

### Campeonatos regionales
| Título        | Club              | Región   | Año  |
| ------------- | ----------------- | -------- | ---- |
| Copa Cataluña | R. C. D. Espanyol | Cataluña | 2011 |

### Campeonatos internacionales
| Título                        | Equipo              | País              | Año  |
| ----------------------------- | ------------------- | ----------------- | ---- |
| Copa Mundial de Fútbol Sub-17 | Selección de México | Perú              | 2005 |
| Copa de Oro de la Concacaf    | Selección de México | Estados Unidos    | 2011 |
| Copa Concacaf                 | Selección de México | Estados Unidos    | 2015 |
| Copa de Oro de la Concacaf    | Selección de México | Estados Unidos    | 2019 |
| Liga Campeones de la Concacaf | Monterrey           | América del Norte | 2021 |

### Distinciones individuales
| Distinción                                                                        | Año  |
| --------------------------------------------------------------------------------- | ---- |
| Mejor jugador partido PSV vs Manchester United en la Liga de Campeones de la UEFA | 2015 |
| Once ideal Latino fase de grupos de la Liga de Campeones 2015/16                  | 2015 |
| Once ideal de la primera ronda de la Copa de Campeones de la Concacaf 2024        | 2024 |